# БРИКС игре
БРИКС игре - Спортске игре БРИКС-а су годишњи међународни мулти-спортски догађај који земље БРИКС-а организују од 2016. године. Догађај обично организује држава која председава групом БРИКС.

## Историја спортских игара земаља БРИКС-а
| №                                                                                          | Дата                  | Место проведения                         | Виды спорта | Ссылка      |
| ------------------------------------------------------------------------------------------ | --------------------- | ---------------------------------------- | --- | ----------- |
| Пробне игре                                                                                | 5 — 15 октобра 2016   | Индија Гоа, Индија                       | 1 Фудбал до 17 година | [ 1 ]       |
| 1-е игре                                                                                   | 17 — 21 јуна 2017     | Кина Гуангџоу, Кина                      | 3 дисциплине: Кошарка, одбојка, вушу-таолу | [ 1 ]       |
| 2-е игре                                                                                   | 17 — 22 јуна 2018     | Јужноафричка република Јоханнесбург, ЈАР | 3 дисциплине: Одбојка (мушка/женска), футбал (женски), нетбол | [ 1 ]       |
| 2019, 2020 и 2021 године због панемије COVID-19 одржане су спортске игре у онлајн формату. |                       |                                          | |             |
| 3-е игре                                                                                   | 1 — 30 септембра 2022 | В онлайн-формате                         | 3 дисциплине: Брејкденс, шах, вушу | [ 2 ] [ 3 ] |
| 4-е игре                                                                                   | 18 — 21 октобра 2023  | Јужноафричка република Дурбан, ЈАР       | 5 дисциплине: Пливање, бадминтон, стони тенис, тенис, одбојка на песку. | [ 4 ] [ 5 ] |
| 5-е игре                                                                                   | 12 — 23 јуна 2024     | Русија Казањ, Русија                     | 27 дисциплина: Акробатски рок-ен-рол, бадминтон, бокс, борба прсима, Брејкденс, Кајак и кану, веслање, џудо, карате, коњички спорт, куреш, атлетика, стони тенис,, пливање, одбојка на песку, рукомет на песку, скокови у воду, самбо, синхроно плавање, скејтбординг, рвање, спортска гиманстика, тенис, дизање тегова, вушу, мачевање, кошарка, фудбал, шах, ритмичка гимнастика | [ 6 ]       |